# (6821) Ranevskaya
(6821) Ranevskaya (1986 SZ1) – planetoida z pasa głównego asteroid okrążająca Słońce w ciągu 4,15 lat w średniej odległości 2,58 j.a. Odkryta 29 września 1986 roku.